# Chris Eubank
Chris Eubank est un boxeur anglais né le 8 août 1966 à Dulwich, Londres. Il est le père de Chris Eubank, Jr., boxeur professionnel.

## Carrière
Passé professionnel en 1985, il devient champion du monde des poids moyens WBO le 18 novembre 1990 en battant par arrêt de l'arbitre à la 9e reprise son compatriote Nigel Benn. Eubank laisse son titre vacant l'année suivante en restant invaincu dans cette catégorie et bat le 22 juin 1991 Michael Watson pour le gain de la ceinture WBO des super moyens. Il conserve 14 fois cette ceinture avant d'être battu aux points par Steve Collins le 18 mars 1995 puis met un terme à sa carrière en 1998 sur un bilan de 45 victoires, 5 défaites et 2 matchs nuls.

## Télévision
Après sa carrière, il participera en 2001 à l'émission Celebrity Big Brother sur une chaîne britannique. Il en sera le premier concurrent éliminé.
En 2015, il participe à la 15e saison de l'émission à succès I'm a Celebrity… Get Me Out of Here! ; il est éliminé le 17e jour.